# Werner Dütsch
Werner Dütsch (* 30. Mai 1939 in Düsseldorf; † 5. Dezember 2018 in Köln) war ein deutscher Filmwissenschaftler, Fernsehredakteur und Produzent.

## Leben
Nach einer Ausbildung zum Chemielaboranten und Tätigkeiten in der Chemieindustrie sowie in Filmclubs und Filmtheatern wurde Dütsch Mitarbeiter der Freunde der Deutschen Kinemathek in Berlin. 1970 wechselte er zum WDR nach Köln, wo er bis 2004 als Filmredakteur tätig war und zahlreiche Filmreihen und Sendungen betreute. Ab 1992 unterrichtete er als Lehrbeauftragter zwanzig Jahre lang Filmgeschichte an der Kunsthochschule für Medien Köln. Von 2004 bis 2010 war Dütsch Mitglied der Auswahlkommission der Duisburger Filmwoche.
Dütsch war außerdem Dozent an der Staatlichen Hochschule für Gestaltung Karlsruhe sowie als Autor an filmhistorischen Arbeiten beteiligt.

## Bücher
- Im Bann der roten Hexe. Film als Lebensmittel. Königshausen und Neumann Verlag, Würzburg 2016. ISBN 978-3-826-05897-4.
- gemeinsam mit Martina Müller: Lola Montez. Eine Filmgeschichte. Verlag der Buchhandlung Walther König, Köln 2002. ISBN 978-3-883-75587-8.

## Filmographie (Auswahl)
- 1973: Monster Charlie. Anmerkungen zu Chaplins frühen Filmen (Regie und Buch)
- 1974: Die schweren Träume des Fritz Lang (Regie und Buch)
- 1974: Erinnerung an Vittorio de Sica (Regie, Buch und Redaktion)
- 1976: Das goldene Zeitalter der Kinematographie (3 Teile, Co-Regie und Redaktion)
- 1978: Was Eisenstein uns hinterlassen hat (Regie und Buch)
- 1990: Fritz Lang (Regie, Buch und Sprecher)

## Hörspiele
Sprecher:
- 1992: Daniel Therriault: Trampen – Regie: Walter Adler